# Coffrage perdu
 (septembre 2015).
Si vous disposez d'ouvrages ou d'articles de référence ou si vous connaissez des sites web de qualité traitant du thème abordé ici, merci de compléter l'article en donnant les références utiles à sa vérifiabilité et en les liant à la section « Notes et références ».
Le coffrage perdu est un élément coffrant non réutilisable (carton par exemple) ou laissé en place après le durcissement du béton. 
Il dispose d’une grande flexibilité de forme (largeur, hauteur, courbe, pente, ouverture) et est utilisé pour réaliser des projets de construction : piscine, maison ou immeuble. Ce coffrage est composé d’une trame en acier galvanisé et inoxydable dans laquelle sont insérés des panneaux coffrants. Tous les panneaux sont sur-mesure et pré-calepinés en usine.

## Norme
Définition (norme NF-P-93-350) : « Les panneaux verticaux coffrants ou banches sont des coffrages outils qui, accouplés face à face, permettent de réaliser des murs.»

## Composants du coffrage perdu
Les panneaux de coffrage peuvent être de différents types d’isolant ou simplement en fibre-ciment. Pour les murs d’une maison ou d’une habitation quelconque, les panneaux arrivent sur le chantier avec toutes les ouvertures pré-coffrées. Il faut agrafer les panneaux de coffrage perdus les uns aux autres pour pourvoir réaliser n’importe quel type de projet de construction.

## Méthode de pose
La pose du coffrage isolant permet donc de réaliser 4 actions en une : élévation des murs, pose de l’isolation, étanchéité à l’air et isolation phonique. La pose de coffrage est donc accessible aussi bien pour le professionnel de la construction que l’auto-constructeur.